# Lista de campeões do NXT

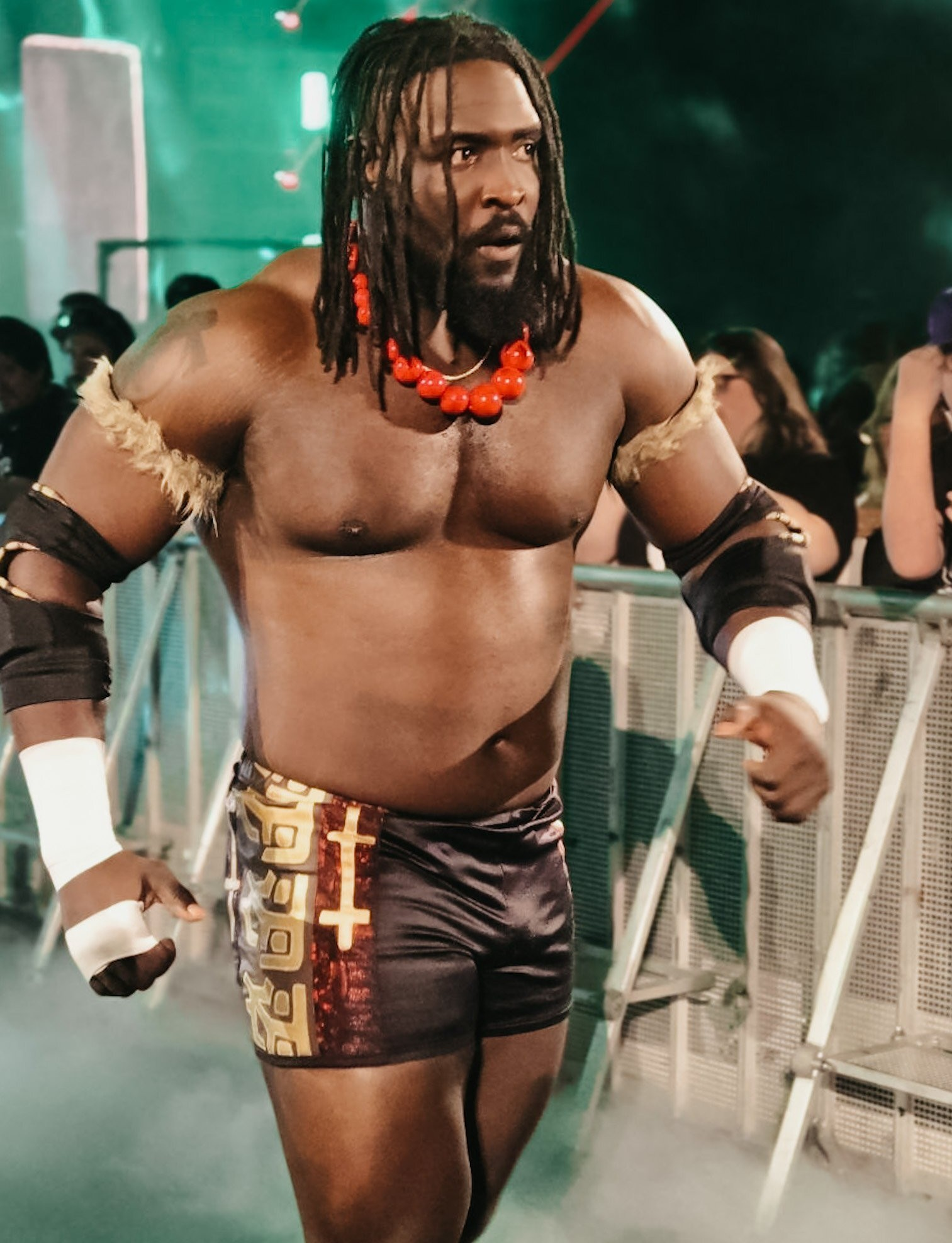
Atual campeão, Oba Femi.

Esta lista de campeões do NXT reúne os atletas que obtiveram este título de luta livre profissional disputado no NXT, território de desenvolvimento da WWE. Foi criado em 2012 como parte de uma reformulação para transformar o programa de um reality show em uma subsidiária da WWE. Para isso, em junho daquele ano a empresa encerrou a Florida Championship Wrestling (seu antigo território de desenvolvimento), desativando todos os títulos ativos e movendo todos os empregados para o NXT no processo.
O campeonato foi introduzido durante o programa semanal de 1 de agosto de 2012, quando o gerente geral Dusty Rhodes anunciou um torneio entre oito lutadores, sendo composto por quatro atletas do plantel do NXT e quatro do plantel principal da WWE para determinar o campeão inaugural. Na final, exibida em 29 de agosto, Seth Rollins derrotou Jinder Mahal para conquistar o título.
Seus vencedores são determinados com a realização de combates de luta livre profissional, onde os competidores estão envolvidos em rivalidades com roteiros pré-determinados. As rivalidades são criadas entre os vários competidores, onde utilizam o papel de face (herói) e o de heel (vilão). Em 27 de julho de 2025, foram 33 reinados entre 25 campeões diferentes e três ocasiões em que o título ficou vago. Samoa Joe tem mais reinados com três. Finn Bálor tem o reinado combinado mais longo com 504 dias. O reinado de Adam Cole é o reinado singular mais longo com 396 dias (403 dias conforme reconhecido pela WWE devido ao atraso na fita), enquanto o primeiro reinado de Karrion Kross é o mais curto com 4 dias (3 dias conforme reconhecido pela WWE), pois ele teve que renunciar ao título devido a uma lesão legítima que sofreu ao ganhá-lo. Bo Dallas detém o recorde de campeão mais jovem, conquistando o título dois dias antes de seu 23º aniversário (embora a WWE reconheça que foram 18 dias após seu 23º aniversário devido ao atraso na fita), enquanto Samoa Joe é o campeão mais velho, conquistando o título aos 42 anos.
Oba Femi é o atual campeão em seu primeiro reinado. Ele derrotou o ex-campeão Trick Williams e Eddy Thorpe em uma luta triple threat no NXT: New Year's Evil em 7 de janeiro de 2025, em Los Angeles, Califórnia.

## Histórico de títulos
| No.           | Número geral do reinado                           |
| Reinado       | Número de reinado para o campeão específico       |
| Dias          | Número de dias retidos                            |
| Dias reconhe. | Número de dias retidos reconhecidos pela promoção |
| +             | O reinado atual está mudando diariamente          |

| Nº       | Campeão              | Data                    | Evento                            | Local               | Reinado | Dias | Dias rec. | Notas | Ref.                 |
| -------- | -------------------- | ----------------------- | --------------------------------- | ------------------- | ------- | ---- | --------- | --- | -------------------- |
| WWE: NXT |                      |                         |                                   |                     |         |      |           | |                      |
| 1        | Seth Rollins         | 26 de julho de 2012     | NXT                               | Winter Park, FL     | 1       | 133  | 133       | O título foi estabelecido em 1º de julho de 2012, para a marca de desenvolvimento da WWE, NXT. Rollins derrotou Jinder Mahal nas finais do torneio de oito homens do Campeonato do NXT para se tornar o campeão inaugural. A WWE reconhece seu reinado como começando em 29 de agosto de 2012, quando a partida foi ao ar em atraso de fita.                                                       |                      |
| 2        | Big E Langston       | 6 de dezembro de 2012   | NXT                               | Winter Park, FL     | 1       | 168  | 153       | Este foi uma luta sem desqualificação. A WWE reconhece que o reinado de Big E começou em 9 de janeiro de 2013, quando a luta foi ao ar com atraso de fita. | [ 7 ]                |
| 3        | Bo Dallas            | 23 de maio de 2013      | NXT                               | Winter Park, FL     | 1       | 280  | 260       | A WWE reconhece o reinado de Dallas como tendo começado em 12 de junho de 2013, quando a luta foi ao ar com atraso de fita. | [ 8 ]                |
| 4        | Adrian Neville       | 27 de fevereiro de 2014 | Arrival                           | Winter Park, FL     | 1       | 287  | 286       | Essa foi uma luta de escadas. | [ 9 ]                |
| 5        | Sami Zayn            | 11 de dezembro de 2014  | TakeOver: R Evolution             | Winter Park, FL     | 1       | 62   | 62        | Esta foi uma luta pelo título vs. carreira onde se Zayn tivesse perdido, ele teria voluntariamente desistido do NXT. | [ 10 ]               |
| 6        | Kevin Owens          | 11 de fevereiro de 2015 | TakeOver: Rival                   | Winter Park, FL     | 1       | 143  | 142       | Owens venceu quando o árbitro decidiu que Sami Zayn não podia continuar. | [ 11 ]               |
| 7        | Finn Bálor           | 4 de julho de 2015      | The Beast in the East             | Tokyo, Japan        | 1       | 292  | 292       | | [ 12 ]               |
| 8        | Samoa Joe            | 21 de abril de 2016     | NXT Live                          | Lowell, MA          | 1       | 121  | 121       | | [ 13 ] [ 14 ]        |
| 9        | Shinsuke Nakamura    | 20 de agosto de 2016    | TakeOver: Brooklyn II             | Brooklyn, NY        | 1       | 91   | 91        | | [ 15 ]               |
| 10       | Samoa Joe            | 19 de novembro de 2016  | TakeOver: Toronto                 | Toronto, ON, Canada | 2       | 14   | 13        | | [ 16 ]               |
| 11       | Shinsuke Nakamura    | 3 de dezembro de 2016   | NXT                               | Osaka, Japan        | 2       | 56   | 56        | | [ 17 ] [ 18 ]        |
| 12       | Bobby Roode          | 28 de janeiro de 2017   | TakeOver: San Antonio             | San Antonio, TX     | 1       | 203  | 202       | | [ 19 ]               |
| 13       | Drew McIntyre        | 19 de agosto de 2017    | TakeOver: Brooklyn III            | Brooklyn, NY        | 1       | 91   | 91        | |                      |
| 14       | Andrade "Cien" Almas | 18 de novembro de 2017  | TakeOver: WarGames                | Houston, TX         | 1       | 140  | 139       | | [ 20 ]               |
| 15       | Aleister Black       | 7 de abril de 2018      | TakeOver: New Orleans             | New Orleans, LA     | 1       | 102  | 108       | | [ 21 ]               |
| 16       | Tommaso Ciampa       | 18 de julho de 2018     | NXT                               | Winter Park, FL     | 1       | 238  | 237       | A WWE reconhece o reinado de Ciampa como começando em 25 de julho de 2018 e terminando em 20 de março de 2019 devido a ambos os episódios serem exibidos com atraso na fita. | [ 22 ] [ 23 ]        |
| —        | Vago                 | 13 de março de 2019     | NXT                               | Winter Park, FL     | —       | —    | —         | O título foi desocupado devido à exigência de Tommaso Ciampa. O título foi anulado porque Tommaso Ciampa precisou de uma cirurgia no pescoço. Foi ao ar em atraso de fita em 20 de março de 2019. | [ 24 ]               |
| 17       | Johnny Gargano       | 5 de abril de 2019      | TakeOver: New York                | Brooklyn, NY        | 1       | 57   | 57        | Derrotou Adam Cole em uma luta de duas de três quedas para ganhar o título vago. | [ 25 ]               |
| 18       | Adam Cole            | 1º de junho de 2019     | TakeOver: XXV                     | Bridgeport, CT      | 1       | 396  | 403       | Em setembro de 2019, a marca NXT se tornou uma das três principais marcas da WWE, juntamente com Raw e SmackDown. A WWE reconhece que o reinado de Cole terminou em 8 de julho de 2020, quando a partida seguinte foi ao ar com atraso de fita. | [ 26 ]               |
| 19       | Keith Lee            | 1 de julho de 2020      | The Great American Bash Noite 2   | Winter Park, FL     | 1       | 52   | 44        | Esta foi uma luta Winner Takes All, na qual Lee também defendeu o Campeonato Norte Americano do NXT. A WWE reconhece que o reinado de Lee começou em 8 de julho de 2020, quando a luta foi ao ar com atraso de fita. | [ 27 ]               |
| 20       | Karrion Kross        | 22 de agosto de 2020    | TakeOver XXX                      | Winter Park, FL     | 1       | 4    | 3         | | [ 28 ]               |
| —        | Vago                 | 26 de agosto de 2020    | NXT                               | Winter Park, FL     | —       | —    | —         | Karrion Kross abriu mão do título devido a uma fratura no ombro durante sua luta no TakeOver XXX. | [ 29 ]               |
| 21       | Finn Bálor           | 8 de setembro de 2020   | Super Tuesday II                  | Winter Park, FL     | 2       | 212  | 212       | Uma luta fatal four-way iron man de 60 minutos pelo título vago ocorreu no episódio de 1º de setembro do NXT Super Tuesday entre Finn Bálor, Adam Cole, Tommaso Ciampa e Johnny Gargano, mas a luta terminou em um empate entre Bálor e Cole. O gerente geral do NXT, William Regal, agendou uma luta entre os dois para a semana seguinte, na qual Bálor derrotou Cole para ganhar o título vago. | [ 30 ]               |
| 22       | Karrion Kross        | 8 de abril de 2021      | TakeOver: Stand & Deliver Noite 2 | Orlando, FL         | 2       | 136  | 136       | | [ 31 ]               |
| 23       | Samoa Joe            | 22 de agosto de 2021    | TakeOver 36                       | Orlando, FL         | 3       | 21   | 20        | | [ 32 ]               |
| —        | Vago                 | 12 de setembro de 2021  | —                                 | —                   | —       | —    | —         | Samoa Joe renunciou ao título devido ao que a WWE relatou como uma lesão não especificada; Joe mais tarde esclareceu que a vaga aconteceu devido a ele testar positivo para COVID-19, bem como a mudança direcional geral do NXT, que viu o NXT ser rebatizado como NXT 2.0. | [ 33 ] [ 34 ] [ 35 ] |
| 24       | Tommaso Ciampa       | 14 de setembro de 2021  | NXT 2.0                           | Orlando, FL         | 2       | 112  | 111       | Esta foi uma luta fatal four-way pelo campeonato vago, envolvendo também LA Knight, Pete Dunne e Von Wagner. | [ 36 ]               |
| 25       | Bron Breakker        | 4 de janeiro de 2022    | New Year's Evil                   | Orlando, FL         | 1       | 63   | 63        | | [ 37 ]               |
| 26       | Dolph Ziggler        | 8 de março de 2022      | Roadblock                         | Orlando, FL         | 1       | 27   | 26        | Esta foi uma luta triple threat envolvendo também Tommaso Ciampa, que Ziggler derrotou para ganhar o título de Breakker. | [ 38 ]               |
| 27       | Bron Breakker        | 4 de abril de 2022      | Raw                               | Dallas, TX          | 2       | 362  | 362       | Em 4 de setembro de 2022 no Worlds Collide, Breakker derrotou Tyler Bate para unificar o Campeonato do NXT UK no Campeonato do NXT. O Campeonato do NXT UK foi retirado e o Campeonato do NXT se tornou o Campeonato Unificado do NXT. | [ 39 ]               |
| 28       | Carmelo Hayes        | 1º de abril de 2023     | Stand & Deliver                   | Los Angeles, CA     | 1       | 182  | 182       | | [ 40 ]               |
| 29       | Ilja Dragunov        | 30 de setembro de 2023  | No Mercy                          | Bakersfield, CA     | 1       | 206  | 205       | | [ 41 ]               |
| 30       | Trick Williams       | 23 de abril de 2024     | NXT: Spring Breakin' Noite 1      | Orlando, FL         | 1       | 75   | 74        | Se Williams perdesse, ele teria que sair do NXT. | [ 42 ]               |
| 31       | Ethan Page           | 7 de julho de 2024      | Heatwave                          | Toronto, ON         | 1       | 86   | 86        | | [ 43 ]               |
| 32       | Trick Williams       | 1 de outubro de 2024    | Estreia do NXT na The CW          | Rosemont, IL        | 2       | 98   | 98        | CM Punk foi o árbitro especial convidado. | [ 44 ]               |
| 33       | Oba Femi             | 7 de janeiro de 2025    | NXT: New Year's Evil              | Los Angeles, CA     | 1       | 201+ | 201+      | Esta foi uma luta triple threat que também envolveu Eddy Thorpe. | [ 45 ]               |

## Reinados combinados
A partir de 27 de julho de 2025.
| † | Indica o atual campeão |

| Nº | Lutador              | Nº de Reinados | Dias combinados | Dias combinados reconhecidos pela WWE |
| -- | -------------------- | -------------- | --------------- | ------------------------------------- |
| 1  | Finn Bálor           | 2              | 504             | 504                                   |
| 2  | Bron Breakker        | 2              | 425             | 424                                   |
| 3  | Adam Cole            | 1              | 396             | 403                                   |
| 4  | Tommaso Ciampa       | 2              | 350             | 348                                   |
| 5  | Adrian Neville       | 1              | 287             | 286                                   |
| 6  | Bo Dallas            | 1              | 280             | 260                                   |
| 7  | Ilja Dragunov        | 1              | 206             | 205                                   |
| 8  | Bobby Roode          | 1              | 203             | 202                                   |
| 9  | Oba Femi †           | 1              | 201+            | 201+                                  |
| 10 | Carmelo Hayes        | 1              | 182             | 182                                   |
| 11 | Trick Williams       | 2              | 173             | 172                                   |
| 12 | Big E Langston       | 1              | 168             | 153                                   |
| 13 | Samoa Joe            | 3              | 156             | 154                                   |
| 14 | Shinsuke Nakamura    | 2              | 147             | 147                                   |
| 15 | Kevin Owens          | 1              | 143             | 142                                   |
| 16 | Karrion Kross        | 2              | 140             | 139                                   |
| 16 | Andrade "Cien" Almas | 1              | 140             | 139                                   |
| 18 | Seth Rollins         | 1              | 133             | 133                                   |
| 19 | Aleister Black       | 1              | 102             | 108                                   |
| 20 | Drew McIntyre        | 1              | 91              | 91                                    |
| 21 | Ethan Page           | 1              | 86              | 86                                    |
| 22 | Sami Zayn            | 1              | 62              | 62                                    |
| 23 | Johnny Gargano       | 1              | 57              | 56                                    |
| 24 | Keith Lee            | 1              | 52              | 44                                    |
| 25 | Dolph Ziggler        | 1              | 27              | 26                                    |